# Nikolai Wassiljewitsch Sklifossowski

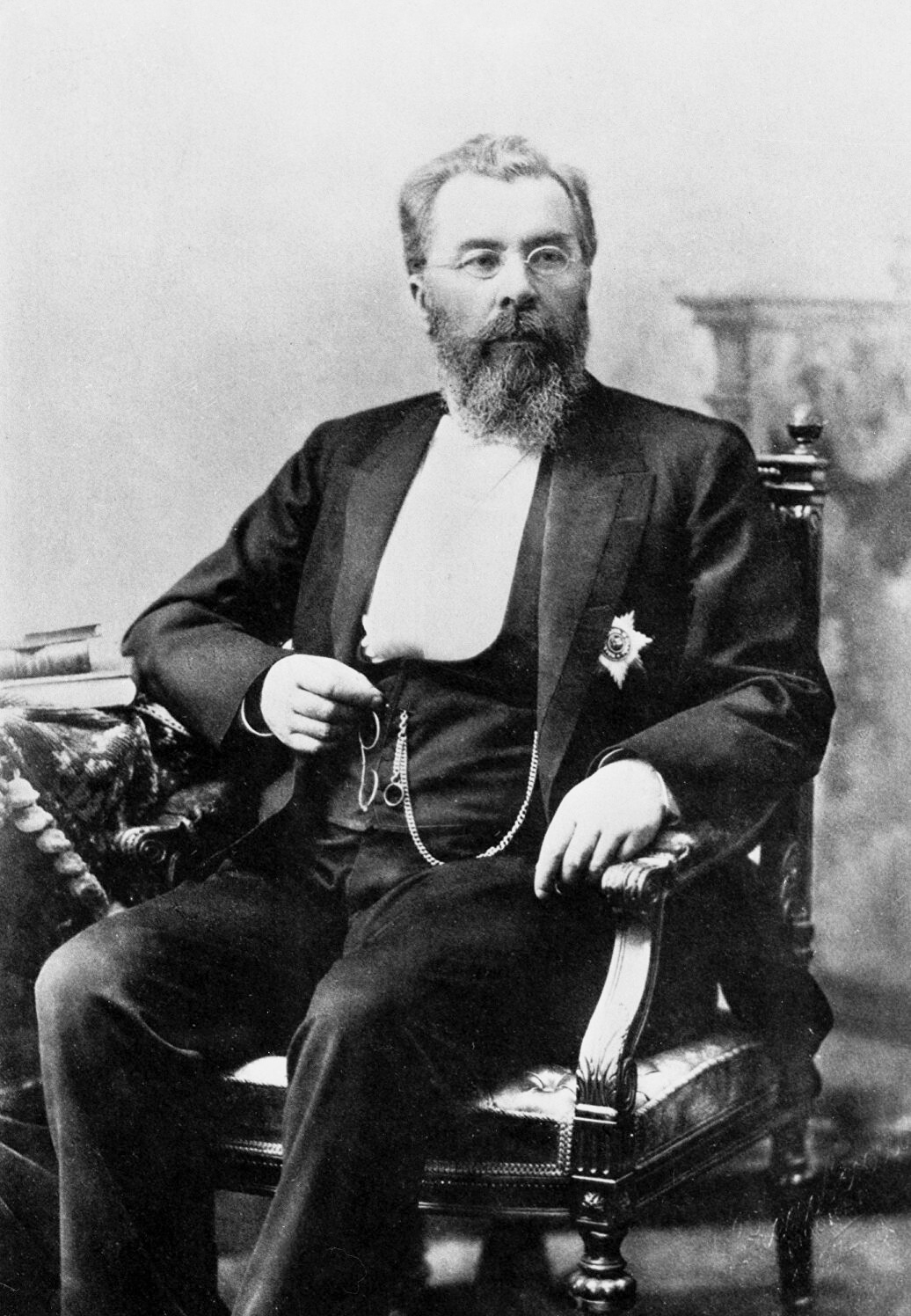
Nikolai Wassiljewitsch Sklifossowski

Nikolai Wassiljewitsch Sklifossowski (russisch Никола́й Васи́льевич Склифосо́вский; * 6. Apriljul. / 18. April 1836greg. auf dem Karantin-Hof bei Dubossary; † 13. Dezemberjul. / 26. Dezember 1904greg. auf dem Jakowzy-Hof bei Poltawa) war ein moldauisch-russischer Chirurg und Hochschullehrer.

## Leben
Sklifossowski war der 9. Sohn des Adligen Sklifos, Besitzer des kleinen Guts Karantin, der nach der Aufnahme in die Russisch-Orthodoxe Kirche den Familiennamen Sklifossowski annahm. Der Gutshof hieß Karantin nach einer Quarantäne-Station, die zum Etappenhospital der Armee General Suworows gehörte (1789). Nach dem Tode der Mutter war der Vater Schriftführer im Quarantäne-Amt in Dubossary und musste, als die Cholera in Dubossary wütete, die jüngsten seiner 12 Kinder in ein Heim in Odessa geben. Der Vater erkrankte selbst und starb nach wenigen Jahren. Sklifossowskis Geburtshaus wurde im Russischen Bürgerkrieg zerstört.
Sklifossowski besuchte das 2. Gymnasium in Odessa und schloss es mit einer Silbermedaille ab. Er studierte dann Medizin an der Universität Moskau (MGU) mit Abschluss 1859. Darauf arbeitete er in der chirurgischen Abteilung des Odessaer Städtischen Krankenhauses. 1863 wurde er in Charkow mit seiner Dissertation Über die blutige parauterine Geschwulst zum Doktor der Medizin promoviert.
1866–1867 arbeitete Sklifossowski in der Berliner Charité in Rudolf Virchows Institut für Anatomische Pathologie und in Bernhard von Langenbecks Chirurgischer Klinik. Während des Preußisch-Österreichischen Krieges 1866 arbeitete er auf Verbandsplätzen und im Kriegslazarett. Danach arbeitete er in Paris in Auguste Nélatons Klinik und in Edinburgh bei James Young Simpson. Nach seiner Rückkehr 1868 nach Odessa veröffentlichte er eine Reihe von wissenschaftlichen Arbeiten. 1870 wurde er auf den Lehrstuhl für Chirurgie der Universität Kiew berufen.
1871 folgte Sklifossowski dem Ruf auf den Lehrstuhl für Chirurgische Pathologie der St. Petersburger Kaiserlichen Medizinisch-Chirurgischen Akademie. Dort veröffentlichte er weitere Arbeiten über Gelenk- und Tumoroperationen. 1870–1871 beteiligte er sich am Deutsch-Französischen Krieg. 1876 während der montenegrinischen Unabhängigkeitskriege arbeitete Sklifossowski vier Monate in Montenegro in Kriegslazaretten des Russischen Roten Kreuzes und dann an der Donau. 1877–1878 war er am Russisch-Türkischen Krieg beteiligt. Während der Kriege arbeitete er auf Verbandsplätzen, sammelte viele neue Erfahrungen, beriet chirurgisch und wurde der führende Chirurg der russischen Armee.
Etwa 10.000 Verwundete gingen durch Sklifossowskis Hände. Die Ärzte und Krankenschwestern, darunter seine Frau des Chirurgen Sofja Alexandrowna, unterstützten seine Kraft, indem sie ihm zwischen den einzelnen Operationen gelegentlich ein paar Schluck Wein in den Mund gossen.
Unabhängig von seinen Kriegseinsätzen wurde auf Sklifossowskis Initiative eine Klinikstadt auf dem Moskauer Dewitschje Pole gegründet. Aufgrund seines hohen Ansehens konnte er die Kaufmannschaft zu hohen Stiftungen für den Bau gewinnen. 1878 erhielt Sklifossowski den Lehrstuhl der Chirurgischen Akademie-Kliniken in Moskau und 1880 den Lehrstuhl der Chirurgischen Universitätskliniken der MGU. Er erhielt den Auftrag für den Bau neuer Kliniken auf dem Dewitschje Pole. Hier gründete Sklifossowski seine Schule hervorragender russischer Chirurgen. Nikolai Pirogow und Carl von Reyher waren Pioniere der Antiseptika in Russland. Dank seiner Autorität konnte Sklifossowski die Widerstände gegen die Anwendung der Antiseptika in Moskau und dann im ganzen Land überwinden. Auf der I. Pirogow-Tagung 1885 hielt er eine überzeugende Rede zur Verteidigung der Antiseptika. 1893 wurde er Direktor des St. Petersburger Großfürstin Elena Pawlowna-Klinikinstituts für die fachliche Fortbildung der Ärzte.
Sklifossowskis letzte Jahre wurden durch einen Schlaganfall verdüstert. Er verließ St. Petersburg und ließ sich auf seinem Hof Jakowzy bei Poltawa nieder. Er erholte sich und beschäftigte sich mit Gärtnerei. Sein Grab befindet sich in der Nähe des Ortes der Schlacht bei Poltawa. Das Moskauer Institut für Medizinische Erste Hilfe, das 1803 als Hospiz von Graf Scheremetew gestiftet wurde, trägt Sklifossowskis Namen.

## Ehrungen
- Orden des Heiligen Wladimir I. Klasse